# اسید معدنی
اسید معدنی به اسیدهایی گفته می‌شود که از یک یا چند ماده معدنی استخراج شده باشد. اسیدهای معدنی در محیط آبی ایجاد یون هیدروژن و یک یون مزدوج بازی می‌کند.

## چند نمونه
- هیدروکلریک اسید HCl
- نیتریک اسید HNO۳
- فسفریک اسید H۳PO۴
- سولفوریک اسید H۲SO۴
- بوریک اسید H۳BO۳
- هیدروفلوئوریک اسید HF
- هیدروبرومیک اسید HBr
- پرکلریک اسید HClO۴